# Carl Christian Knaus
Carl Christian Knaus (auch Karl Knaus oder Karl Christian Knaus; * 7. Februar 1801 in Vaihingen an der Enz; † 2. September 1844 in Zell unter Aichelberg) war ein deutscher Kameralist und Agrarwissenschaftler.

## Leben
Knaus war Sohn eines Oberamtsarztes. Er besuchte zwischen 1816 und 1819 das Stuttgarter Gymnasium, bevor er 1819 an die Ackerbauschule Hohenheim ging, an der er bis 1820 blieb. 1820 wurde er an der Universität Tübingen immatrikuliert. 1820 wurde er Mitglied der Burschenschaft Germania Tübingen. Dort studierte er bis 1823 Kameralwissenschaft, unter anderem bei Johann Christian Hundeshagen, Friedrich Karl von Fulda und Johann Heinrich Moritz von Poppe. Er bestand die Fakultätsprüfung und nach einem einjährigen Referendariat am Stuttgarter Finanzministerium die Dienstprüfung. Er unternahm darauf eine Studienreise unter anderem durch Bayern, Sachsen und Schlesien. Allerdings wurde in dieser Zeit seine Burschenschaftsmitgliedschaft bekannt – er war auch Mitglied des Jünglingsbundes – und er wurde auf der Festung Hohenasperg inhaftiert und 1825 zu einer mehrjährigen Haftstrafe verurteilt. 1826 wurde er begnadigt.
Knaus erhielt im Januar 1826 eine Anstellung als gräflicher Ökonomieverwalter in Stockach. Zum 1. September 1826 folgte er einem Ruf als Ökonomieverwalter der Fürsten von Löwenstein-Wertheim nach Wertheim. Zugleich erhielt er die Verwaltung der fürstlichen Güter in Umpfenbach. 1828 wurde er zum Ökonomierat befördert und zugleich Mitglied der Domänenkanzlei in Wertheim. 1832 kam er an die fürstliche Domänenkanzlei in Amorbach, an der er Reformen durchführte, die ihn überregional bekannt machten.
Knaus folgte 1840 einem Ruf als ordentlicher Professor der Land- und Forstwirtschaft an die Staatswirtschaftliche Fakultät der Universität Tübingen. Im selben Jahr wurde er dort zum Doktor der Staatswirtschaft promoviert. Seine Lehre zeichnete sich durch einen starken Praxisbezug aus. Er gilt als Mitbegründer der Zeitschrift für die gesamte Staatswissenschaft, zugleich war er Mitarbeiter vieler Fachzeitschriften in Europa und initiierte die Organisation der Landwirte in Württemberg.
Theodor Souchay war sein Schwiegersohn.

## Werke (Auswahl)
- Ueber die Ausbildung landwirthschaftlicher Beamten, 1838.
- Ueber die Mittel, um die Waldstreu für die Landwirthschaft möglichst entbehrlich zu machen, Amorbach 1839.
- Ueber die Benutzung und Verwaltung größerer Güter, 1839.
- mit August Karbe: Ueber Schafweide-Ablösungen und deren Einfluß auf die Cultur des bisher weidebelasteten Grundeigenthums, Cotta, Tübingen 1840,
- Der Flurzwang in seinen Folgen und Wirkungen und die Mittel zu dessen Beseitigung, Cotta, Stuttgart 1843.